# Opeia
Opeia es un género de saltamontes perteneciente a la subfamilia Gomphocerinae de la familia Acrididae.

## Especies
Dos especies pertenecen al género Opeia:
- Opeia atascosa Hebard, 1937
- Opeia obscura (Thomas, 1872)